# Amphibulus bicolor
Amphibulus bicolor là một loài tò vò trong họ Ichneumonidae.